# Эльбрус (процессорная архитектура)
«Эльбрус» — процессорная архитектура и одноимённое семейство универсальных VLIW-микропроцессоров, разрабатываемых российской компанией МЦСТ при участии ИНЭУМ, продолжая развитие процессорных технологий советских вычислительных комплексов «Эльбрус».

## Наименование
Наименование «Elbrus» — акроним от англ. ExpLicit Basic Resources Utilization Scheduling — «явное планирование использования основных ресурсов».

## Особенности
Основные особенности:
- длинное командное слово — способность выполнять несколько операций за один такт операций, что обеспечивает высокую производительность при умеренной тактовой частоте;
- динамическая двоичная трансляция — эмуляция работы процессора на архитектуре x86, используемая для выполнения x86-программ (требует 2 ядра для работы);
- защищённый режим — аппаратный контроль целостности структуры памяти, обеспечивающий информационную безопасность;
- отсутствие микрокода — компилятор переводит исходный код сразу в двоичный код, минуя микрокод, как это реализовано на x86[уточнить].

Работа с периферией в процессоре обеспечивается через контроллеры серии КПИ (контролер периферийных устройств) — название серии южных мостов, разработанных компанией МЦСТ для компьютеров на процессорах Эльбрус и МЦСТ R. Серия КПИ (2010) предназначена для процессоров 4С, 2СМ, 2С+ и МЦСТ R1000В, серия КПИ-2 — для 8С, 1С+, МЦСТ R1000, в последующих моделях процессора южный мост встроен, однако сохранена возможность подключать дополнительно контроллер КПИ-2 для расширения набора периферии.

## Производство
В связи с ограниченным спросом процессоры «Эльбрус» производят малыми сериями под заказ, используются две площадки — завод Микрон в Зеленограде (техпроцесс до 90 нм) и фабрика TSMC в Синьчжу, Китай. В 2017 году планировалось наладить выпуск Эльбрус-4СМ — адаптированную версию Эльбрус-4С под мощности завода «Микрон», но предприятие не смогло перейти на необходимый для этого техпроцесс 65 нм.

### Санкции
Из-за санкций против РФ производство российских процессоров «Эльбрус» и «Байкал», возможно, придется переносить с тайваньского завода в Китай, на это понадобится полтора-два года, заявил в интервью «Газете.Ru» исполнительный директор Консорциума отечественных разработчиков систем хранения данных РосСХД Олег Изумрудов.
До марта 2022 года процессоры «Байкал» и «Эльбрус» выпускала тайваньская компания TSMC. В 2022 году готовые партии данных процессоров не отпускались в Россию.

## Совместимые операционные системы
Операционные системы, поддерживающие процессоры архитектуры «Эльбрус»: QNX (российская сборка ЗОСРВ «Нейтрино-Э» КПДА.10965-01), ОСРВ «БагрОС-4000», также выпущен ряд дистрибутивов Linux — ОС Эльбрус, МСВС, ALT Linux, Astra Linux Special Edition «Ленинград», Лотос.

## Сотрудничество
В июле 2024 компания МЦСТ (разработчик процессоров "Эльбрус"), объявила об открытии исходных кодов ядра Linux и других компонентов, необходимых для работы с архитектурой процессора. Этот шаг направлен на привлечение разработчиков и превращение «Эльбруса» в экосистему с открытым ПО.

## Список процессоров
| Наименование процессора                                                  | Эльбрус 2000        | Эльбрус-S           | Эльбрус-2С+                        | Эльбрус-4С          | Эльбрус-1С+                                               | Эльбрус-8С                 | Эльбрус-8СВ         | Эльбрус-2С3                         | Эльбрус-12С         | Эльбрус-16С         | Эльбрус-32C                  |
| Год выпуска                                                              | 2005                | 2010                | 2011                               | 2014                | 2016 1 квартал                                            | 2015 (серийно с 2016)      | (серийно с 2020)    | (в планах 2021)                     | (в планах 2022)     | (в планах 2022)     | по плану в 2025 инж. образец |
| Техпроцесс, нм                                                           | 130                 | 90                  | 90                                 | 65                  | 40                                                        | 28                         | 28                  | 16                                  | 16                  | 16                  | 7                            |
| Архитектура                                                              | Эльбрус 1 поколение | Эльбрус 2 поколение | Эльбрус 2 поколение, ElCore9 (DSP) | Эльбрус 3 поколение | Эльбрус 4 поколение, MGA2, Vivante GC2500 (3D-ускоритель) | Эльбрус 4 поколение        | Эльбрус 5 поколение | Эльбрус 6 поколение, PowerVR GC6650 | Эльбрус 6 поколение | Эльбрус 6 поколение | Эльбрус 7 поколение          |
| Версия системы команд                                                    | 1                   | 2                   | 2                                  | 3                   | 4                                                         | 4                          | 5                   | 6                                   | 6                   | 6                   | 7                            |
| Количество ядер                                                          | 1                   | 1                   | 2 (+4 DSP)                         | 4                   | 1 (+1 3D, +1 2D)                                          | 8                          | 8                   | 2 (+1 3D, +2 2D, +4 видео)          | 12                  | 16                  | 32                           |
| Тактовая частота, МГц                                                    | 300                 | 500                 | 500                                | 800                 | 1000                                                      | 1300                       | 1500                | 2000                                | 2000                | 2000                | 2500                         |
| Производительность (32 бита), Гфлопс                                     | 4,8                 | 8                   | 28                                 | 50                  | 24                                                        | 250                        | 576                 | 192                                 | 1152                | 1500                | 3000                         |
| Производительность (64 бита), Гфлопс                                     | 2,4                 | 4                   | 8                                  | 25                  | 12                                                        | 125                        | 288                 | 96                                  | 576                 | 750                 | 1500                         |
| Потребляемая мощность, Вт                                                | 6                   | 20                  | 25                                 | 45                  | 10                                                        | 80                         | 90                  | 10                                  | 95                  | 130                 |                              |
| Команд на 1 такт                                                         | 23                  | 23                  | 23                                 | 23                  | 25                                                        | 25 (41 в векторном режиме) | 50                  | 50                                  | 50                  | 50                  |                              |
| Кеш уровня 1, КБ (данные + команды)                                      |                     |                     |                                    |                     | 64 + 128                                                  | (64 + 128) / ядро          | (64 + 128) / ядро   | (64 + 128) / ядро                   | (64 + 128) / ядро   | (64 + 128) / ядро   |                              |
| Кеш уровня 2, МБ                                                         | 0,25                | 2                   | 2                                  | 8                   | 2                                                         | 4 0,5 / ядро               | 4 0,5 / ядро        | 4 2 / ядро                          | 12 1 / ядро         | 16 1 / ядро         |                              |
| Кеш уровня 3, МБ                                                         |                     |                     |                                    |                     |                                                           | 16                         | 16                  |                                     | 24                  | 32                  | 64 суммарно 1+2+3            |
| Тип встроенного контроллера памяти                                       | -                   | DDR2-500            | DDR2-800                           | DDR3-1600           | DDR3-1600                                                 | DDR3-1600                  | DDR4-2400           | DDR4-3200 ECC                       | DDR4-3200 ECC       | DDR4-3200 ECC       | DDR5 ECC                     |
| Количество каналов обмена с памятью                                      | -                   | 1                   | 1                                  | 3                   | 2                                                         | 4                          | 4                   | 2                                   | 2                   | 8                   | 6                            |
| Пропускная способность шины памяти, Гбайт/с                              | 4,8                 | 8                   | 12,8                               | 38,4                | 25,6                                                      | 51,2                       | 68,3                | 51,2                                | 51,2                | 200                 | 170                          |
| Площадь кристалла, мм²                                                   | 189                 | 142                 | 289                                | 380                 | 122                                                       | 321                        | 350                 | 222                                 | 300                 | 618                 |                              |
| Число транзисторов, млн                                                  | 75,8                | 218                 | 368                                | 986                 | 375                                                       | 2730                       | 3500                |                                     |                     | 6000                |                              |
| Число слоёв металла                                                      | 8                   | 9                   | 9                                  | 9                   |                                                           |                            |                     |                                     |                     |                     |                              |
| Тип корпуса                                                              | HFCBGA 900          | HFCBGA 1156         | HFCBGA 1296                        | HFCBGA 1600         | HFCBGA 1156                                               | FCBGA 2028                 | FCBGA 2028          | FCBGA 1903                          |                     | HFCBGA 4804         |                              |
| Максимальное число ядер в системе с общей памятью (прямое соединение)    | 2                   | 4                   | 8                                  | 16                  |                                                           | 32                         | 32                  | 2                                   | 24                  | 64                  | 128                          |
| Максимальное число ядер в системе с общей памятью (через чип-коммутатор) | -                   | 16                  | 32                                 | 64                  |                                                           |                            |                     |                                     |                     |                     |                              |
| Каналы межпроцессорного обмена ccLVDS                                    | -                   | 3                   | 3                                  | 3                   | 0                                                         | 3                          | 3                   | 0                                   | 1                   | 3                   |                              |
| Пропускная способность одного канала ccLVDS, Гбайт/с                     | -                   | 4                   | 4                                  | 12                  |                                                           | 16                         |                     |                                     |                     |                     |                              |
| Пропускная способность канала ioLVDS, Гбайт/с                            | -                   | 2                   | 2                                  | 4                   | 8                                                         | 8                          | 8                   | 9,6                                 |                     |                     |                              |
| Комплексирование машин через каналы RDMA                                 | до 2                | до 4                | до 4                               | до 4                |                                                           |                            |                     |                                     |                     |                     |                              |
| Пропускная способность канала ввода-вывода/RemoteDMA, Гбайт/с            | 2                   | 2                   | 2                                  | 4                   |                                                           |                            |                     |                                     |                     |                     |                              |
| Южный мост                                                               | на базе FPGA        | КПИ                 | КПИ                                | КПИ                 | КПИ2                                                      | КПИ2                       | КПИ2                | встроен                             | встроен             | встроен             | встроен                      |